# Jimmy Danielsson
Jimmy Danielsson, född 7 juni 1980 i Orsa, död 6 september 2010 i Umeå, var en svensk ishockeyspelare.
Danielsson inledde sin professionella hockeykarriär i Mora IK:s J20-lag säsongen 1998/1999 och spelade även en match i klubbens A-lag i Hockeyallsvenskan. Inför säsongen 2001/2002 byttes klubbadressen till Falu IF vilket resulterade i 24 poäng (9+15) på 25 matcher. Under efterföljande säsong värvades Danielsson till Tingsryds AIF, för att sedan återvända till Falu IF. Under säsongen 2003/2004 i Falu IF gjordes 23 poäng och ytterligare 10 i kvalspel till Allsvenskan. De tre efterföljande säsongerna tillbringades i Umeå-klubbarna Tegs SK och IF Björklöven, varav två av säsongerna i den sistnämnda klubben. Efter en kort sejour i Almtuna IS flyttade Danielsson till Danmark och Köpenhamn-laget Copenhagen Hockey i Superisligaen. 
De två sista säsongerna i Danielssons karriär spelades i Sverige, närmare bestämt IFK Ore, Asplöven HC och Hudiksvalls HC.
Jimmy Danielsson avled i en motorcykelolycka den 6 september 2010 vid en ålder av 30 år. Olyckan inträffade i Umeå när Danielsson var på väg till en träning med Tegs SK.